# Eschscholzia hypecoides
Eschscholzia hypecoides är en vallmoväxtart som beskrevs av George Bentham. Eschscholzia hypecoides ingår i släktet sömntutor, och familjen vallmoväxter. Inga underarter finns listade i Catalogue of Life.